# Les K. Wright
Leslie Kirk Wright (* 27. Januar 1953 in Syracuse, New York) ist ein US-amerikanischer Autor.

## Leben
Bis 1971 besuchte Wright die Homer Central High School. Als Austauschschüler war Wright in Mülheim, Deutschland, und studierte an der University at Albany, The State University of New York, wo er Vergleichende Literaturwissenschaften studierte. Er wechselte als Austauschstudent nach Deutschland an die Universität Würzburg und danach an die Universität Tübingen.  Bereits in jener Zeit outete er sich als homosexuell und verfasste Artikel für LSBTI-Zeitschriften wie GPU News (Milwaukee), Schwuchtel (Berlin), und Revolt (Stockholm). 1979 zog Wright nach San Francisco. 1985 war er Gründungsmitglied der Organisation San Francisco Bay Area Gay and Lesbian Historical Society und wurde Mitglied des San Francisco Lesbian and Gay History Project von 1986 bis 1990. Ab 1989 studierte Wright an der University of California, Berkeley. Wright startete 1992 das Bear History Project und veröffentlichte The Bear Book 1997 und The Bear Book II im Jahre 2001. Ab 1993 unterrichtete er am Mount Ida College, von 2005 bis 2010 am Diablo Valley College in England und von 2010 bis 2012 an einer Highschool in Eureka, Kalifornien.
Wright veröffentlichte als Schriftsteller mehrere Sachbücher, in denen er sich mit dem Thema Homosexualität beschäftigte. Von 2002 bis 2011 war sein Lebenspartner Dale Wehrle. 2013 zog er nach Cortland im Bundesstaat New York.

## Schriften
- "Clinton, NY." Hometowns: Gay Men Write about Where They Belong. Ed. John Preston. New New York: Dutton, 1991. 137–151.
- The Chiasmic Bind: Writing Gay Subjectivity from Stonewall to AIDS (Literature and Community). UC Berkeley: Ph.D. dissertation, 1992.
- "Gay Genocide as Literary Trope." AIDS: The Literary Response. Ed. Emmanuel S. Nelson. Twayne, 1992. 50–68.
- Editor. The Bear Book: Readings in the History and Evolution of a Gay Male Subculture. New York: Haworth, 1997; New York: Routledge, 2013.
- "From Outsider to Insider: Queer Politics in German Film, 1970-94." European Journal of Cultural Studies. Vol. 1 (1998) 97–121.
- "The Genre Cycle of German Gay Coming-Out Films." Queering the Canon: Defying Sights in German Literature and Culture. Ed. Christopher Lorey and John L. Plews. Camden House, 1998.
- "San Francisco." Queer Sites: Gay Urban Histories since 1600. Ed. David Higgs. New York: Routledge, 1999. 164–189.
- Editor. The Bear Book II: Further Readings in the History and Evolution of a Gay Male Subculture. New York: Haworth, 2001; New York: Routledge, 2016.
- Guest editor. "Queer Masculinities." Theme issue of Men and Masculinities. Vol. 7, no. 3 (2005).
- "Tangled Memories of a Wounded Storyteller: Notes on Bear History and Cultural Memory." torquere: Journal of the Canadian Lesbian and Gay Studies Association / Revue de Ia Société canadienne des études lesbiennes et gaies. Vol. 6 (2004) 66–90.
- "Bear Spirit." White Crane: A Journal of Gay Men’s Spirituality. Vol. 75 (2007) 6–12.